# VivaAerobus

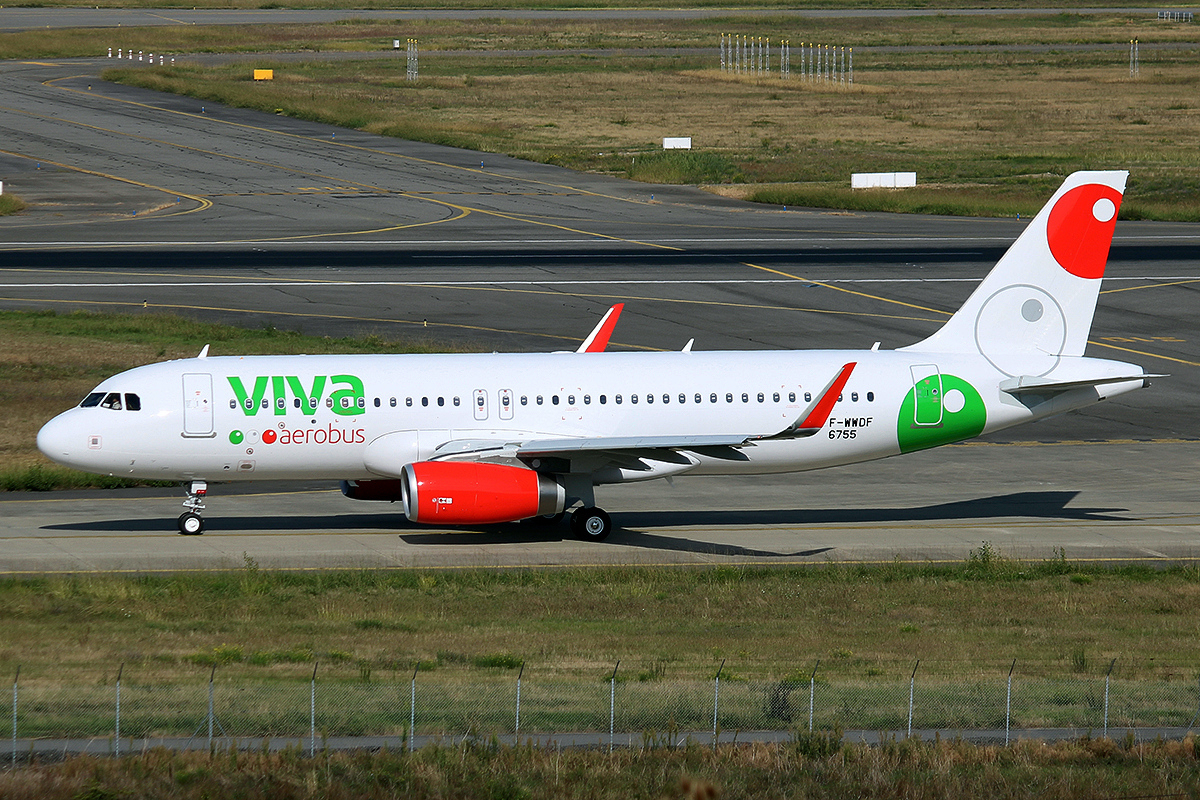
Airbus 320 Viva Aerobus

Страны, в которых Viva Aerobús работает по состоянию на сентябрь 2024 года

VivaAerobus — мексиканская бюджетная авиакомпания, принадлежащая автобусной компании IAMSA. Штаб-квартира находится в Международном аэропорту имени генерала Мариано Эскобедо, Монтеррей. Существует с 2006 года.

## История
Компания начала свою деятельность 30 ноября 2006 года. Её соучредителями были семья Райан (основатели Ryanair) и мексиканская автобусная компания IAMSA. Стартовый капитал авиакомпании состаалял $50 млн, у неё было 2 авиалайнера Boeing 737-300. За первый год работы авиакомпания перевезла 1,3 млн пассажиров.
В ноябре 2007 года компания получила разрешение от Министерства транспорта США на работу в аэропорту Остин Бергстром. Авиарейсы оттуда начали производиться с 1 мая 2008 года. Однако уже через год, 16 мая 2009 года, авиакомпания заявила, что прекращает рейсы в аэропорт Остин Бергстром. Основной причиной прекращения рейсов стало резкое падение пассажиропотока, вызванное вспышкой свиного гриппа.
С лета 2009 года компания начала совершать перелёты в Лас-Вегас. В июле 2011 года компания получила одобрение на совершение перелётов из чикагского аэропорта Мидуэй. VivaAerobus 15 августа 2011 года начала осуществлять рейсы между аэропортами Сан-Антонио и Монтеррея.
В ноябре 2016 года Ryanair продала свою долю в Viva Aerobus, в результате авиакомпания перешла полностью под контроль IAMSA.
В 2021 году Viva Aerobus стала второй крупнейшей авиакомпанией Мексики по числу перевезённых пассажиров на внутренних рейсах, обойдя Aeroméxico, но уступая Volaris. В августе 2022 года было подписано кодшеринговое соглашение с испанской авиакомпанией Iberia.

## Флот
В августе 2021 года флот Viva Aerobus состоял из 106 самолётов, средний возраст которых 8 лет:

## Автобусный сервис
VivaAerobus управляет пригородными автобусами от центра города Эль-Пасо до Международного аэропорта Авраама Гонзалеса в Сьюдад-Хуаресе.